# 30 gennaio
Il 30 gennaio è il 30º giorno del calendario gregoriano. Mancano 335 giorni alla fine dell'anno (336 negli anni bisestili).

## Eventi
- 1595 – Romeo e Giulietta di William Shakespeare viene rappresentato per la prima volta
- 1649 – Re Carlo I d'Inghilterra viene decapitato
- 1661 – Oliver Cromwell, Lord Protettore del Commonwealth d'Inghilterra, viene giustiziato ritualmente più di due anni dopo la sua morte, nel 12º anniversario dell'esecuzione del monarca da lui stesso deposto
- 1703 – I quarantasette rōnin, al comando di Ōishi Kuranosuke, vendicano la morte del loro padrone, uccidendo Kira Yoshinaka
- 1751 – Papa Benedetto XIV pubblica la lettera enciclica Prodiit Jamdudum, sul digiuno della vigilia di San Mattia apostolo del 1751
- 1781 – Gli Articoli della Confederazione vengono ratificati dal 13º Stato USA, il Maryland
- 1790 – La prima barca specializzata come scialuppa di salvataggio viene provata sul fiume Tyne
- 1835 – Fallito tentativo di assassinare il presidente statunitense Andrew Jackson
- 1847 – Yerba Buena, città della California spagnola, viene ribattezzata San Francisco
- 1862 – Viene varata la prima nave corazzata degli Stati Uniti, la USS Monitor
- 1889 – Il principe ereditario al trono dell'Impero austro-ungarico, l'arciduca Rodolfo viene trovato morto con la sua amante, la baronessina Maria Vetsera, a Mayerling
- 1900 – Le truppe britanniche che combattono i Boeri in Sudafrica chiedono rinforzi
- 1911
  - Il Servizio Navale Canadese diventa la Royal Canadian Navy
  - Il cacciatorpediniere USS Terry (DD-25) effettua la prima azione di soccorso di un aereo precipitato in mare, salvando la vita a James McCurdy, a 16 chilometri da L'Avana (Cuba)
- 1913 – La Camera dei lord respinge la Irish Home Rule Bill
- 1921 – Votazione popolare in Svizzera per sottoporre al referendum i trattati internazionali
- 1925 – Il governo turco espelle da Istanbul il patriarca Costantino VI
- 1933
  - Giuramento di Adolf Hitler nella posizione di cancelliere tedesco
  - Il primo dei 2956 episodi di The Lone Ranger va in onda via radio
- 1944 – Le truppe statunitensi invadono Majuro nelle Isole Marshall
- 1945 – Ultimo discorso radiofonico di Adolf Hitler al popolo tedesco
- 1945 – La nave passeggeri Wilhelm Gustloff viene affondata da un sommergibile sovietico nel Mar Baltico causando la morte di oltre 9000 naufraghi
- 1948 – Mahatma Gandhi viene ucciso da un estremista indù
- 1964 – La sonda spaziale Ranger 6 viene lanciata dalla NASA: la sua missione è di trasportare delle telecamere e schiantarsi sulla superficie lunare
- 1966 – Viene siglato il Compromesso di Lussemburgo per l'utilizzo del metodo maggioritario nella CEE
- 1968 – Guerra del Vietnam: l'Offensiva del Têt ha inizio quando le forze Viet Cong lanciano una serie di attacchi a sorpresa nel Vietnam del Sud
- 1969 – Londra: ultima esibizione pubblica dei Beatles sul tetto della Apple Records; il concerto improvvisato verrà interrotto dalla polizia
- 1972
  - Il Pakistan esce dal Commonwealth
  - Derry: Bloody Sunday, paracadutisti dell'esercito britannico uccidono tredici dimostranti cattolici nordirlandesi nel corso di una manifestazione contro l'internamento senza processo
- 1989 – L'ambasciata statunitense di Kabul (Afghanistan) viene chiusa
- 1994 – Péter Lékó diventa il più giovane grande maestro di scacchi
- 1996
  - Il presunto capo della Irish National Liberation Army, Gino Gallagher, viene ucciso mentre è in coda per ritirare il suo sussidio di disoccupazione
  - La Cometa Hyakutake viene scoperta dall'astronomo amatoriale Yuji Hyakutake
- 1998 – USA: emissione del francobollo commemorativo di Jim Thorpe
- 2002
  - Slobodan Milošević accusa il Tribunale per i crimini di guerra delle Nazioni Unite di un «attacco ostile e maligno» nei suoi confronti
  - Cogne – Viene assassinato Samuele Lorenzi in quello che diventerà famoso come il delitto di Cogne
- 2003 – Il Belgio dà validità legale al matrimonio omosessuale
- 2004 – In Giappone esce la visual novel Fate/stay night
- 2013 – Naro-1, il primo lanciatore spaziale sudcoreano, mette in orbita il satellite STSAT-2C
- 2020
  - L'OMS dichiara il COVID-19 un pericolo mondiale
  - Vengono registrati i primi due casi di covid in Italia: i pazienti positivi sono una coppia cinese, che viene rimpatriata tre giorni dopo in Cina tramite un volo dell'Aeronautica militare italiana.[1]

## Nati
Ci sono circa 1 130 voci su persone nate il 30 gennaio; vedi la pagina Nati il 30 gennaio per un elenco descrittivo o la categoria Nati il 30 gennaio per un indice alfabetico.

## Morti
Ci sono circa 540 voci su persone morte il 30 gennaio; vedi la pagina Morti il 30 gennaio per un elenco descrittivo o la categoria Morti il 30 gennaio per un indice alfabetico.

## Feste e ricorrenze

### Civili
Nazionali:
- Fiera di Sant'Orso ad Aosta
- "Giornata scolastica della non-violenza e della pace" (Día escolar de la no-violencia y la paz) in Spagna e in molti altri Paesi, nell'anniversario della morte di Gandhi

### Religiose
Cristianesimo:
- Sant'Adelelmo di Burgos
- Sant'Agrippino di Alessandria, vescovo (Chiesa ortodossa copta)
- Santa Aldegonda di Maubeuge, vergine e martire
- Sant'Armentario di Pavia, vescovo
- San Barsimeo (Barsamya), vescovo di Edessa
- Santa Batilde, regina dei Franchi
- San Carlo I d'Inghilterra, re e martire (Chiesa anglicana)
- San David Galvan Bermudez, martire messicano
- Santa Giacinta Marescotti, religiosa
- San Glastiano, vescovo
- San Tommaso Khuong, sacerdote, martire nel Tonchino
- Santa Martina, martire
- San Mattia di Gerusalemme
- San Muziano Maria Wiaux, religioso
- San Paolo Ho Hyob, martire
- San Pellegrino di Triocala, vescovo di Triocala
- San Pietro I, zar dei Bulgari
- Santa Savina, matrona
- San Teofilo il Giovane, soldato e martire
- Santi Tre Gerarchi ovvero San Basilio, San Gregorio di Nissa e Giovanni Crisostomo (Chiesa ortodossa)
- Beata Aberilla, vergine
- Beato Alano di Lilla
- Beato Bronisław Markiewicz, sacerdote
- Beata Carmela Garcia Moyon, martire
- Beato Columba Marmion, abate irlandese
- Beato Ferrario, mercedario
- Beato Francesco Taylor, sindaco di Dublino, martire
- Beata Maria Bolognesi, mistica
- Beato Sebastiano Valfrè, sacerdote
- Beato Sigismondo Pisarski, sacerdote e martire

Religione romana antica e moderna:
- Natale dell'Ara Pacis

## Aneddoti
- Secondo dei tre giorni della merla